# Българска агенция по безопасност на храните
Българската агенция по безопасност на храните (БАБХ) е единен орган за контрол на безопасността и качеството на храните в Република България, създаден през 2011 г. Основната ѝ функция е да контролира спазването на националните и европейски изисквания за контрол в областта на:
- безопасността и качеството на храните, хранителните добавки и напитките;
- ветеринарната медицина и хуманното отношение към животните;
- растителната защита и торовете;
- фитосанитарния контрол;
- контрола на фуражите;
- граничния контрол на суровини и продукти от растителен, и животински произход
- и други.

## Структура
Българската агенция по безопасност на храните се състои от обща и специализирана администрация. Специализираната администрация на БАБХ е представена от:
Главна дирекция "Верификация на официалния контрол" с 28 териториални поделения – ОДБХ, със статут на дирекции със седалище в Благоевград, Бургас, Варна, Велико Търново, Видин, Враца, Габрово, Добрич, Кюстендил, Кърджали, Ловеч, Монтана, Пазарджик, Перник, Плевен, Пловдив, Разград, Русе, Силистра, Сливен, Смолян, София, Софийска област, Стара Загора, Търговище, Хасково, Шумен и Ямбол;
- подпомага изпълнителния директор при изпълнението на държавната политика, свързана с функциите на агенцията;
- ръководи, координира и контролира дейността на ОДБХ;
- координира действията между другите държавни органи за ограничаване и ликвидиране на зоонози, особено опасни инфекции и други кризисни ситуации, свързани с риск за човешкото здраве, по цялата хранителна верига;
- координира и контролира дейностите за осигуряване на необходимите вещества и материали за вземане на проби, изпитване, почистване, дезинфекция, обеззаразяване, лечение на животни и унищожаване на трупове на животни при кризисни ситуации;
-  организира и координира действията на БАБХ за ограничаване последиците от кризи;
-  извършва проверки на ОДБХ в съответствие с компетентността й и при установяване на нарушения предлага на изпълнителния директор на агенцията мерки за отстраняването им;
- верифицира ефективността на официалния контрол, осъществен от ОДБХ;
- извършва проверки на сигналите, молбите и жалбите срещу незаконни или неправилни действия или бездействия на служителите от ОДБХ.

Дирекция "Растителна защита и контрол на качеството на пресни плодове и зеленчуци" – методически ръководи и координира дейността на областните дирекции по безопасност на храните в областта на растителната защита, качеството на пресните плодове и зеленчуци и задълженията на Република България по Международната конвенция по растителна защита. Тя организира, ръководи и контролира мероприятията по ограничаване и ликвидиране на огнища от карантинни вредители. Изготвя ежегодни доклади за резултатите от проведените мониторингови програми по изпълнение на контролни директиви и решения на Европейската комисия за предприемане на извънредни спешни мерки.

Дирекция "Продукти за растителна защита, торове и контрол" – методически ръководи и координира дейността на областните дирекции по безопасност на храните в областта на растителната защита относно продуктите за растителна защита и торовете. Занимава се с администриране и координиране разрешаването на продукти за растителна защита за пускане на пазара и употреба. Организира, извършва и прави предложения за възлагане на експертни оценки съгласно Закона за защита на растенията. Съхранява досиетата на заявените за разрешаване и на разрешените за пускане на пазара и в употреба продукти за растителна защита. Дейността на дирекцията е свързана с администриране, координиране и контролиране извършването на изпитвания с неразрешени продукти за растителна защита с научноизследователска и експериментална цел;
Дирекция "Здравеопазване и хуманно отношение към животните" – ръководи и координира дейността на областните дирекции по безопасност на храните по няколко направления, сред които здравеопазването при отглеждането на животни, добива и съхранението на зародишни продукти, пускането на пазара, търговията, обмена и транспортирането на животни и зародишни продукти и получаването, обезвреждането и съхранението на странични животински продукти и продукти, получени от тях. Други направления в дейността ѝ са спазването на правилата за защита и хуманно отношение към животните, ветеринарномедицинската практика и дезинфекцията, дезинсекцията, дератизацията и девастацията в животновъдни обекти и при ограничаване и ликвидиране на заразни болести;

Дирекция "Контрол на фуражите и страничните животински продукти" - методически ръководи, контролира и координира дейността на областните дирекции по безопасност на храните по осъществяване на контрола по: спазване на изискванията на законодателството, свързано с качество и безопасност на фуражите, регистрация и одобряване на обекти за производство, съхранение и търговия, хигиена на фуражите и специфичните изисквания за проследяване на фуражите, прилагането на мерките при наличие на нежелани субстанции и продукти във фуражите, прилагане на изискванията относно производството, съхранението, транспортирането, пускането на пазара, рекламата, употребата на фуражи и тяхното етикетиране, продукти, съдържащи, състоящи се или произведени от ГМО, използвани като фуражи, суровини, компоненти и съставки за тяхното производство, междинните предприятия за съхранение и предприятията за преработка на странични животински продукти. Води национални списъци на одобрени и регистрирани обекти в съответствие със Закона за фуражите. Води национален публичен регистър на обектите за обезвреждане и преработване на странични животински продукти в съответствие с чл. 7, ал. 3, т. 6 от ЗВД. Изготвя, актуализира и поддържа Националния оперативен план за действие при кризи, произтичащи от фуражи, и го представя на министъра на земеделието, храните и горите за одобряване. Методически ръководи, координира и контролира дейността по: контролна система странични животински продукти (СЖП) и трансмисивни спонгиформни енцефалопатии (ТСЕ) на ниво Централно управление на БАБХ със съответните специализирани дирекции,  получените от животновъдни обекти странични животински продукти и насочването им за обезвреждане.

Дирекция "Контрол на ветеринарномедицински продукти и инвитро диагностични ветеринарномедицински средства" - извършва експертна оценка на регистрационна документация на ветеринарните лекарствени продукти (ВЛП), заявени за издаване или промяна на разрешения за търговия и за издаване на сертификат за регистрация на инвитро диагностични ветеринарномедицински средства (ИДВМС) и регистрация на хомеопатични продукти за ветеринарномедицинска употреба. Участва в разработването на нормативни актове, образци на документи и процедури, свързани с осъществяването на държавния контрол на ветеринарни лекарствени продукти.
Дирекцията участва в процедурите по издаване или промяна на разрешения за производство и търговия на едро и дребно с ветеринарни лекарствени продукти, регистрация на дейности с активни вещества предназначени за производството на ветеринарни лекарствени продукти; разрешаване на паралелна търговия с ВЛП и търговия на дребно с ВЛП от разстояние.
В дирекцията се извършва лабораторен анализ на качествения и количествения състав, физико-химичните свойства, безопасността и ефикасността на ВЛП по процедури по издаване или промени в разрешения за търговия с ВЛП, както и на проби от ВЛП или на активни вещества при съмнение за отклонение в качеството и във връзка с държавния контрол на ВЛП.

Дирекция "Контрол на храните" – координира дейността на областните дирекции по безопасност на храните по контрола на безопасността и качеството на суровините, храните, материалите и предметите, предназначени за контакт с храни. Следи за спазването на изискванията към всички етапи на производство, преработка и дистрибуция на храни. Определя условията и реда за производство и търговия с храни, посочва правата и задълженията на лицата, които произвеждат или търгуват с храни.Следи за хуманното отношение към животните по време на клане. Поддържа регистри и разработва образци на документи съответно дейността си. Изготвя отчети, справки и становища по въпроси, свързани с безопасността, качеството и контрола на суровините, храните, материалите и предметите, предназначени за контакт с храни;

Дирекция "Лабораторен контрол" - координира лабораторно-диагностичните изследвания, анализи и експертизи, свързани със здравеопазването на животните, растенията, суровините, храните, материалите и предметите, предназначени за контакт с храни, фуражите, ГМО, продуктите, съдържащи, състоящи се или произведени от ГМО. Разработва критерии, изготвя процедура и прави предложение до изпълнителния директор за определяне на лабораториите, които ще извършват изследвания за целите на официалния контрол, осъществяван от БАБХ. Събира, обобщава и анализира информация относно извършването на лабораторно-диагностична дейност и участва в проверки на лабораториите от системата на агенцията. Други аспекти на дейността й са: подпомагане на акредитацията на лабораториите, координиране и организиране на междулабораторни сравнения/ изпитвания за пригодност на лабораториите, свързани с дейността на агенцията, участие в разработването на проекти на стандарти, участие в обучения по отношение на методите за контрол на качествените характеристики съгласно национални стандарти, технологични документации, одобрени браншови стандарти, както и тяхното спазване.

Дирекция "Граничен контрол" - чрез отделите ГКП осъществява официален контрол при въвеждане на територията на Съюза на животни и стоки, попадащи в обхвата на чл. 47, параграф 1 от Регламент (ЕС) 2017/625. Официалният контрол на граничните контролни пунктове при въвеждане на пратките животни и стоки от трети държави на територията на Съюза се осъществява от официални ветеринарни лекари, официални фитосанитарни инспектори и официални инспектори и включва извършването на документални проверки, идентификационни и физически проверки, вкл. вземане на проби за лабораторен анализ при спазване изискванията на пряко приложимото европейско право и национално законодателство. Освен на определените ГИП, Българска агенция по безопасност на храните извършва официален контрол и на други места за въвеждане в Съюза (Малко Търново, Лесово, Логодаж, Стрезимировци, Летище Варна, Летище Бургас и др.) както следва:
- на стоки, които са част от личния багаж на пътниците и са предназначени за лична употреба или консумация в изпълнение изискванията на Регламент (ЕС) 2019/2122
- проверки за съответствието с ветеринарно-санитарните изисквания по отношение на движението с нетърговска цел на домашни любимци съгласно Регламент 2013/576.

## Специализирани структури
Национален диагностичен научноизследователски институт Архив на оригинала от 2022-12-22 в Wayback Machine.
Централна лаборатория по ветеринарно-санитарна експертиза и екология Архив на оригинала от 2022-12-22 в Wayback Machine.
Централна лаборатория за химични изпитвания и контрол Архив на оригинала от 2022-12-22 в Wayback Machine.
Централна лаборатория по карантина на растенията Архив на оригинала от 2022-12-22 в Wayback Machine.
Централна лаборатория за окачествяване на зърно и фуражи Архив на оригинала от 2022-12-22 в Wayback Machine.